# Kolo (danse)
Pour les articles homonymes, voir Kolo.
Kolo (en serbe cyrillique коло, en serbe romain, croate et bosnien kolo) désigne une famille de danses en rond de la Bosnie-Herzégovine, de la Croatie et de la Serbie. Le kolo s'apparente à la hora roumaine, à la kolomyika ukrainienne, à la kalameika slovaque et au horo bulgare.
Kolo était aussi le nom du Ballet national de Serbie du temps de la Yougoslavie.
Ces danses sont dansées en rond ou en arc de cercle. Les danseurs se tiennent les mains pour former un cercle ou une spirale.